# Големо село (община Враня)
Го̀лемо сѐло или Големо селона сръбски: Големо Село или Golemo Selo) е село в Югоизточна Сърбия, Пчински окръг, Град Враня, община Враня.

## География
Селото се намира в котловината Поляница, край двата бряга на река Ветерница. Отстои на 24,5 km северно от окръжния и общински център Враня, на 4,6 km югозападно от село Мияковце, на 3,8 km северно от село Власе, на 4,4 km северозападно от село Градня, на 5 km южно от село Студена и на 4 km югоизточно от село Остра Глава.

## История
По време на Първата световна война селото е във военновременните граници на Царство България, като административно е част от Вранска околия на Врански окръг и е център на Големоселската община. Наброява 533 жители.

## Население
Според преброяването на населението от 2011 г. селото има 781 жители.

### Етнически състав
Данните за етническия състав на населението са от преброяването през 2002 г.
- сърби – 1 048 жители (99,71%)
- румънци – 1 жител (0,09%)
- македонци – 1 жител (0,09%)
- неизвестно – 1 жител (0,09%)